# António André
André, właśc. António André dos Santos Ferreira (ur. 24 grudnia 1957 w Vila do Conde) – piłkarz portugalski grający na pozycji środkowego pomocnika.

## Kariera klubowa
Karierę piłkarską André rozpoczął w klubie Rio Ave F.C., a następnie w 1978 roku przeszedł do Varzim S.C. i w sezonie 1979/1980 zadebiutował w nim w pierwszej lidze portugalskiej. W 1981 roku spadł z Varzim do drugiej ligi, ale już po roku powrócił z tym klubem do ekstraklasy. W Varzim grał do lata 1984 roku.
W 1984 roku André został piłkarzem FC Porto. W 1985 i 1986 roku wywalczył swoje dwa pierwsze tytuły mistrza kraju. W 1987 roku wystąpił w wygranym przez Porto 2:1 finale Pucharu Mistrzów nad Bayernem Monachium. W tym samym roku wygrał także Superpuchar Europy i Puchar Interkontynentalny. W 1988 roku sięgnął po dublet, w 1990 roku po mistrzostwo, a w 1991 po Puchar Portugalii. W latach 1992–1993 i 1995 jeszcze trzykrotnie zostawał mistrzem kraju oraz jeden raz w 1994 roku zdobył jego puchar. W 1995 roku zakończył karierę piłkarską w wieku 38 lat. W barwach Porto rozegrał 256 ligowych meczów i strzelił 22 bramki.
| Sezon   | Klub      | Kraj       | Rozgrywki        | Mecze | Bramki |
| ------- | --------- | ---------- | ---------------- | ----- | ------ |
| 1979/80 | Varzim SC | Portugalia | Primeira Divisão | 22    | 2      |
| 1980/81 | Varzim SC | Portugalia | Primeira Divisão | 23    | 4      |
| 1981/82 | Varzim SC | Portugalia | Liga de Honra    | 33    | 12     |
| 1982/83 | Varzim SC | Portugalia | Primeira Divisão | 28    | 3      |
| 1983/84 | Varzim SC | Portugalia | Primeira Divisão | 30    | 10     |
| 1984/85 | FC Porto  | Portugalia | Primeira Divisão | 18    | 2      |
| 1985/86 | FC Porto  | Portugalia | Primeira Divisão | 30    | 6      |
| 1986/87 | FC Porto  | Portugalia | Primeira Divisão | 27    | 7      |
| 1987/88 | FC Porto  | Portugalia | Primeira Divisão | 31    | 1      |
| 1988/89 | FC Porto  | Portugalia | Primeira Divisão | 36    | 4      |
| 1989/90 | FC Porto  | Portugalia | Primeira Divisão | 30    | 2      |
| 1990/91 | FC Porto  | Portugalia | Primeira Divisão | 34    | 0      |
| 1991/92 | FC Porto  | Portugalia | Primeira Divisão | 26    | 0      |
| 1992/93 | FC Porto  | Portugalia | Primeira Divisão | 21    | 1      |
| 1993/94 | FC Porto  | Portugalia | Primeira Divisão | 18    | 0      |
| 1994/95 | FC Porto  | Portugalia | Primeira Divisão | 5     | 0      |

## Kariera reprezentacyjna
W reprezentacji Portugalii André zadebiutował 30 stycznia 1985 roku w przegranym 2:3 towarzyskim meczu z Rumunią. W 1986 roku został powołany przez selekcjonera Joségo Augusta Torresa do kadry na Mistrzostwa Świata w Meksyku, gdzie zagrał w dwóch meczach swojej drużyny: z Anglią (1:0) i z Polską (0:1). Od 1985 do 1992 roku rozegrał w kadrze narodowej 19 meczów i zdobył jednego gola.